# Shannara (videogioco)
Shannara è un'avventura grafica del 1995 ideata da Corey Cole e prodotta dalla Legend Entertainment per MS-DOS. Il gioco si basa sui racconti di Terry Brooks della saga di Shannara.

## Trama
Il gioco è ambientato dopo gli avvenimenti de La Spada di Shannara, ma prima de Le Pietre Magiche di Shannara e ha come protagonista Jak Ohmsford, figlio di Shea.
Shea Ohmsford dopo aver sconfitto il malvagio mago Brona con l'aiuto della leggendaria Spada di Shannara, ora vive una vita pacifica come locandiere nel villaggio di Valle d'Ombra. Tuttavia, lo spirito di Brona è stato evocato e cerca vendetta su coloro che un tempo gli si opponevano. Per fare questo, ha messo insieme un esercito di mostri e ora si sta muovendo contro Valle d'Ombra e la vicina Leah. Il giocatore assume il ruolo di Jak, il figlio di Shea Ohmsford.
Il druido Allanon incontra Jak fuori dalla locanda e lo informa del pericolo imminente. Mentre Allanon convince Shea a organizzare la difesa di Valle d'Ombra, Jak parte per avvertire Lord Menion di Leah. Riceve da lui l'ordine di cercare la Spada di Shannara nella fortezza nordoccidentale di Tyrsis, poiché solo con l'aiuto di questa spada Brona può essere fermato. Nella ricerca è accompagnato da Shella, la figlia di Menion. Jak trova la spada, ma è distrutta e deve essere caricata magicamente con l'aiuto di quattro artefatti per poterla usare. Questi artefatti sono sparsi nelle Quattro terre di elfi, gnomi, uomini e nani; Jak deve unire le razze per ottenere gli artefatti e infine sconfiggere Brona.

## Modalità di gioco
Shannara è una classica avventura grafica punta e clicca in grafica bidimensionale, con elementi di gioco di ruolo. La prospettiva è in prima persona, e il menu con le azioni disponibili e l'inventario del giocatore sono disposti nella parte inferiore e destra dello schermo. La navigazione viene effettuata dal giocatore che manovra il personaggio su una mappa bidimensionale del mondo di gioco. L'interazione con il mondo di gioco avviene selezionando un oggetto nella finestra principale o nell'inventario facendo clic su di esso, dopodiché vengono resi disponibili le azioni che possono essere effettuate sull'oggetto. Potrebbe essere necessario selezionare un altro oggetto, che verrà utilizzato in combinazione con il primo oggetto. Il gioco è intervallato da filmati in grafica di rendering, che spesso mostrano eventi che si svolgono parallelamente alle azioni del giocatore. Il gioco registra ciò che ha vissuto finora in un diario digitale, in modo che il giocatore possa avere in qualsiasi momento una panoramica di ciò che sta accadendo e dei suoi compiti attuali.
In termini di contenuto, Shannara è in gran parte lineare. Il mondo di gioco è diviso in luoghi che devono essere esplorati in un ordine fisso e ciascuno contiene alcune stanze. Ogni luogo ha compiti da completare ed enigmi da risolvere prima che il giocatore possa viaggiare verso il luogo successivo. Non è possibile tornare ai luoghi che hai già visitato.
Shannara contiene diversi elementi di gioco di ruolo. Da un lato, cinque PNG si uniscono al giocatore nel corso del gioco, creando un gruppo di giocatori. Inoltre, il gioco viene regolarmente interrotto, soprattutto durante le manovre sulla mappa, dal combattimento a turni, in cui il giocatore seleziona un'azione per ciascun membro del suo gruppo per round di combattimento e il computer lo fa per l'avversario o gli avversari controllati dal computer. Le battaglie vinte non hanno alcun effetto sul resto del gioco; le battaglie perse possono essere ricominciate tutte le volte che vuoi. Al di fuori delle battaglie, invece di eseguire azioni da solo, il giocatore può assegnarle ai PNG del proprio gruppo. Poiché i membri del gruppo hanno caratteristiche e abilità diverse e dispongono di un proprio inventario, i PNG possono risolvere compiti che non sarebbero possibili per il giocatore stesso.